# Uwertura włoska
Uwertura włoska – forma muzyczna będąca popularną wśród kompozytorów włoskich odmianą uwertury. Wykształciła się w Neapolu około 1696 roku, a za jej twórcę uważa się Alessandra Scarlattiego (1660-1725). Wśród innych wybitnych kompozytorów tej formy można wymienić Antonia Vivaldiego (1678-1741).
Uwertura włoska nosiła początkowo nazwę sinfonii i umieszczana była, pod koniec XVII i na początku XVIII wieku, jako wstęp do oper, oratoriów, czy innych większych dzieł muzycznych. Następnie uniezależniła się od dużych form, stając się typem kompozycji wykonywanej na koncertach podczas różnych uroczystości lub komponowanej specjalnie z ich okazji.
Uwertura włoska przyczyniła się do wykształcenia formy sonaty, koncertu czy symfonii, których klasyczna postać uformowała się w połowie wieku XVIII. Wtedy też zaczęto, dla uniknięcia pomyłek, używać nazwy „uwertura włoska”.

## Budowa
Typowa uwertura włoska składa się z trzech części:
- I - szybka i koncentrująca
- II - wolna i śpiewna
- III - szybka o charakterze tanecznym lub fugowanym